# Ha Jung-woo

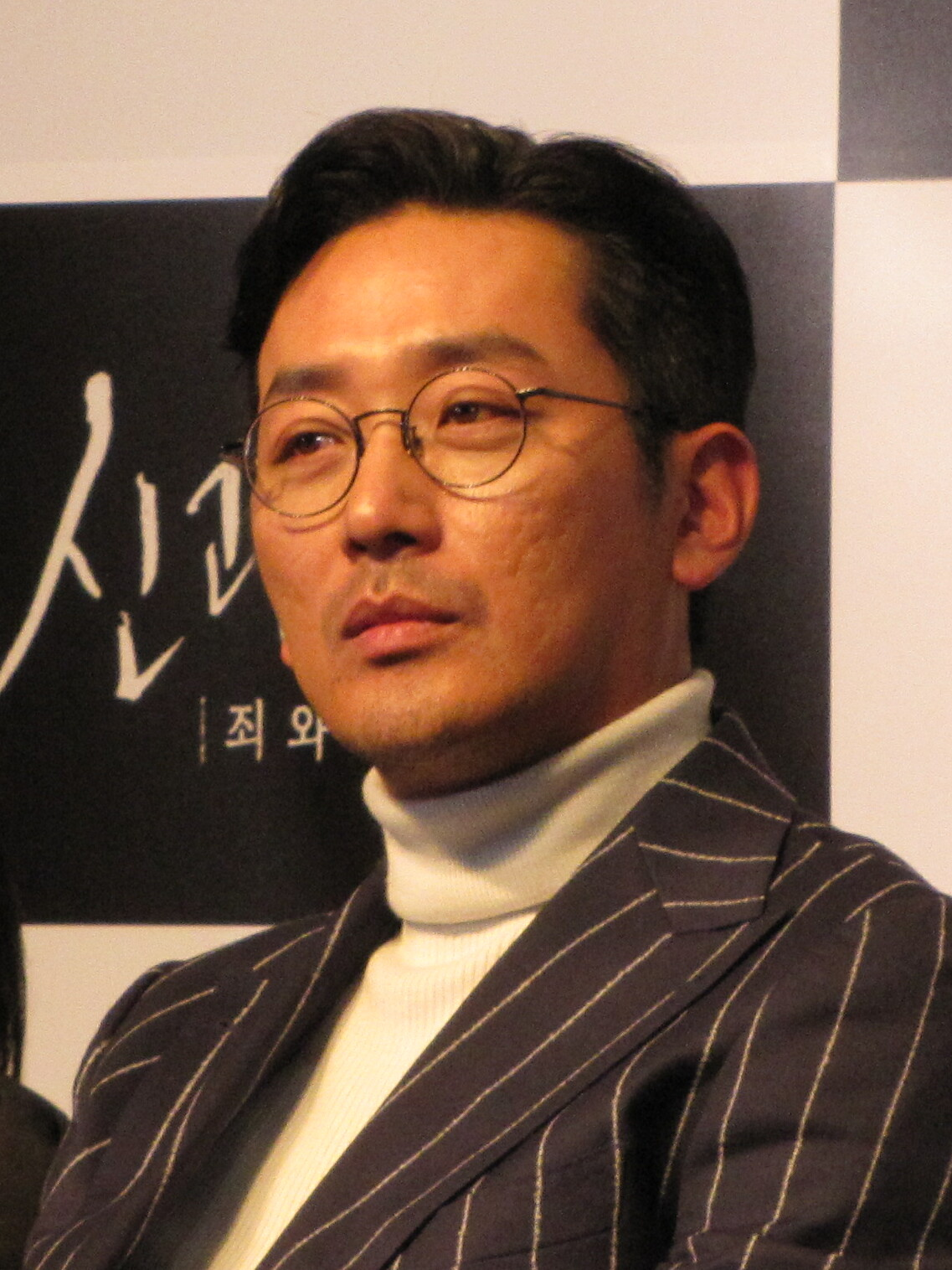
Ha Jung-woo, 2017

Ha Jung-woo (* 11. März 1978, wirklicher Name Kim Seong-hun) ist ein südkoreanischer Schauspieler.

## Karriere
Er erhielt dreimal den Paeksang Art Award in der Kategorie Bester Schauspieler für die Filme Take Off (2010), The Yellow Sea (2011) und The Berlin File (2013). Für The Yellow Sea wurde er auch mit dem Asian Film Award ausgezeichnet.
2018 wurde er in die Academy of Motion Picture Arts and Sciences berufen, die jährlich die Oscars vergibt.

## Filmografie

### Als Schauspieler
- 2003: Madeleine (마들렌)
- 2004: Mr. Gam’s Victory
- 2005: Age of Warriors (무인시대)
- 2005: She’s on Duty (잠복근무)
- 2005: The Unforgiven (용서받지 못한 자)
- 2006: Time (시간)
- 2006: The Fox Family (구미호 가족)
- 2007: Never Forever (두번째 사랑)
- 2007: Breath (숨)
- 2007 H.I.T (히트)
- 2008: The Chaser (추격자)
- 2008: Beastie Boys (비스티 보이즈)
- 2008: My Dear Enemy (멋진 하루)
- 2009: Like You Know It All (잘 알지도 못하면서)
- 2009: Boat
- 2009: Take Off (국가대표)
- 2010: Parallel Life
- 2010: The Yellow Sea (황해)
- 2011: The Client (의뢰인)
- 2012: Nameless Gangster (범죄와의 전쟁)
- 2012: Love Fiction (러브 픽션)
- 2012: 577 Project (Dokumentation)
- 2013: Behind the Camera
- 2013: The Berlin File (베를린)
- 2013: The Terror Live (더 테러 라이브)
- 2015: Chronicle of a Blood Merchant (허삼관 Heosamgwan)
- 2015: Assassination (암살 Amsal)
- 2016: Die Taschendiebin (아가씨 Agassi / The Handmaiden)
- 2016: Tunnel (터널)
- 2017: 1987
- 2017: Along with the Gods: The Two Worlds (신과함께: 죄와 벌)
- 2018: Along with the Gods: The Last 49 Days (신과함께: 인과 연)
- 2019: Ashfall
- 2020: The Closet
- 2022: Narco-Saints (수리남 Surinam)

### Als Regisseur/Drehbuchautor
- 2013: Fasten Your Seatbelt (롤러코스터)
- 2015: Chronicle of a Blood Merchant (허삼관 Heosamgwan)